# Bradenton Beach
Bradenton Beach é uma cidade localizada no estado americano da Flórida, no condado de Manatee. Foi fundada em 1892 e incorporada em 1952.

## Geografia
De acordo com o United States Census Bureau, a cidade tem uma área de 3,1 km², onde 1,3 km² estão cobertos por terra e 1,7 km² por água.

### Localidades na vizinhança
O diagrama seguinte representa as localidades num raio de 16 km ao redor de Bradenton Beach.

## Demografia
Segundo o censo nacional de 2010, a sua população é de 1 171 habitantes e sua densidade populacional é de 869,5 hab/km². É a localidade menos populosa do condado de Manatee. Possui 1 859 residências, que resulta em uma densidade de 1 380,3 residências/km².